# 連鎖劇
連鎖劇（れんさげき）とは、１つの作品を演劇と活動写真で交互に上演・上映した形式である。主に日本で1910年代半ばに流行した。

## 概要
主にアクション場面をロケーション撮影し、これを上演しながら陰で台詞を言う。その続きを映画と同じ俳優が舞台で演じるという形式であった。内容は既存の新派悲劇と、連続映画のアクションシーンをつなげたようなものが大半だったという。また、弁士代わりに浪花節劇（節劇）まがいの連鎖劇もあったという。劇映画の形式での映画撮影が未熟だった時代に多く作られ、目新しさと俳優の熱演で青年層を中心に人気を集めた。アメリカの連続映画（「拳骨」等）の人気に対応した日本的な苦肉の策でもあった。関西から関東に普及の波が広がり、本郷座の井上正夫が活躍した。また、1904年（明治37年）3月の日本橋区中洲の真砂座で、伊井蓉峰一座による「征露の皇軍」で、旅順攻撃の場面を、大森八景園で撮影した活動写真で表現して実演にはさんだのが端緒とされる。
他に権田保之助の調査の時点（1917年（大正6年）3月末）で東京・浅草六区で連鎖劇を特色とする館はみくに座、常盤座、神田三崎町に神田劇場の名前が見え、市内15区で13館の存在が確認できる。東京市内でも浅草六区とその他市内では上演方法に著しい違いがあり、六区では活動写真が主で実演が従であったのに対し、その他市内劇場では実演が主でフィルムが添え物であった。連鎖劇が禁止されると、演劇では沢正こと沢田正二郎の新国劇が起こり、映画では時代劇の台頭を見た。
なお、朝鮮最初の映画とされる義理的仇討（의리적 구토、1919年京城團成社で上演）は連鎖劇である。舞台劇を元にした作品であり、屋外シーンに映画が使われている。